# John Townshend (5e marquis Townshend)
John Villiers Stuart Townshend, 5e marquis Townshend (10 avril 1831 - 6 octobre 1899) est un homme politique et pair britannique.

## Biographie

### Vie privée
Il est le fils de John Townshend, 4e marquis Townshend et d'Elizabeth Jane Crichton-Stuart.
George Townshend, 1er marquis Townshend, est l'un de ses arrière-grands-pères paternels, et le Premier ministre John Stuart, 3e comte de Bute, est l'un de ses arrière-grands-pères maternels.
Il est titré vicomte Raynham entre 1855 à 1863.

### Vie publique
Il est élu à la Chambre des communes pour Tamworth en 1855 (succédant à son père), siège qu'il conserve jusqu'en 1863, date à laquelle il hérite du marquisat à la mort de son père et entre à la Chambre des lords. 
Aux Salisbury Petty Sessions en mai 1881, Lord Edward Thynne décrit comment il a été abordé par Lord Townshend et deux complices sur la route entre Laverstock et Salisbury. Un colonel Nepean tenait la tête du poney tandis que Townshend le frappait à plusieurs reprises avec la poignée d'un fouet de cheval. Thynne a reconnu s'être enfui avec Lady Townshend en 1872, mais a noté que le marquis n'avait jamais intenté de poursuite pour divorce et a allégué que Lord Macduff l'avait attaqué pour la même affaire alors qu'il était à l'étranger . 
Lord Townshend est décédé en octobre 1899, à l'âge de 68 ans, et son fils John lui succède.

## Famille

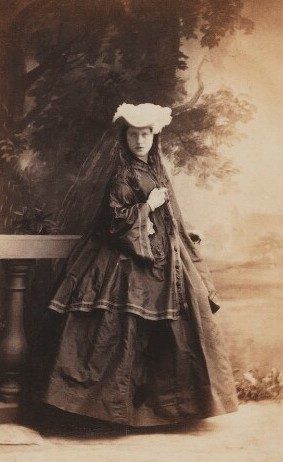
Photographie d'Anne Elizabeth Clementina Duff en 1860.

Il épouse, le 17 octobre 1865, Anne Elizabeth Clementina Duff (1847-1925), fille de James Duff, 5e comte Fife et d'Agnes Georgiana Elizabeth Hay. Ils ont deux enfants.
- John Townshend, 6e marquis Townshend (17 octobre 1866 - 17 novembre 1921) épouse Gwladys Ethel Gwendolen Eugenie Sutherst (1884 - 10 octobre 1959), dont descendance ;
- Agnes Elizabeth Audrey Townshend  (12 décembre 1870 - 15 mars 1955) épouse James Cunningham-Durham (8 août 1879 - 30 septembre 1954), dont descendance.

## Distinctions

### Décorations britanniques
- Médaille du jubilé d'or de Victoria (21 juin 1887)
- Médaille du jubilé de diamant de Victoria (20 juin 1897)